# Gerridae
I gerridi o insetti pattinatori (Gerridae Leach, 1815) sono una famiglia di Rincoti Eterotteri appartenenti alla super famiglia Gerroidea (Gerromorpha). Devono il loro nome comune alla capacità di "scivolare" sull'acqua, poggiando solo i tarsi delle zampe medie e posteriori, evitando così di affondare.

## Caratteristiche
La famiglia possiede peculiarità morfologiche ed etologiche che la rende facilmente distinguibile, anche se tali caratteristiche non sono esclusive. 

### Generalità
Il corpo è oblungo, di dimensioni piccole o medie, generalmente comprese tra i 2 e i 15 mm, anche se in rari casi le dimensioni possono superare i 2 cm. Il tegumento è rivestito da peli idrofobi che conferiscono all'insetto un aspetto vellutato. La livrea ha colori scuri e poco appariscenti, dal bruno al nero, con eventuali macchie più chiare; la peluria può conferire spesso una colorazione argentata alle parti ventrali.

#### Capo
Il capo è nettamente più corto del protorace e del mesotorace messi insieme, privo di ocelli e fornito di occhi composti ben sviluppati e prominenti. Le antenne sono ben visibili, più lunghe del capo e composte da 4 segmenti. Il rostro è formato anch'esso da 4 segmenti, carattere che li contraddistingue dai Veliidi.

#### Torace
Il torace mostra un marcato sviluppo del pronoto, fino a ricoprire il mesonoto o a fondersi con esso. Il metatorace è provvisto di ghiandole odorifere. Le ali sono poco sviluppate, in alcuni casi totalmente assenti. Nelle forme alate le emielitre non mostrano la distinzione fra corio, clavo e zona membranosa, tipica della generalità degli Eterotteri.

#### Zampe
Nelle zampe sono presenti i caratteri morfologici che contraddistinguono questa famiglia. Le medie e le posteriori sono marcatamente sottili e allungate, sono disposte a "X" e formano un piano d'appoggio quadrangolare centrato con il baricentro del corpo; quelle anteriori sono invece più corte, più robuste e visibilmente protese in avanti. Fra le coxe anteriori e medie vi è una distanza maggiore rispetto a quella compresa fra le medie e le posteriori. Questa morfologia è alla base della funzionalità delle zampe: le anteriori sono usate come zampe raptatorie, le zampe medie e posteriori sono utilizzate per l'appoggio; la propulsione che permette il movimento è invece assicurata dalle zampe medie. I femori delle zampe posteriori sono marcatamente più lunghi dell'addome, a differenza dei Veliidi che hanno invece femori posteriori più corti dell'addome. I tarsi sono composti da due segmenti. I pretarsi delle zampe anteriori hanno le unghie inserite in posizione prossimale.

## Distribuzione e habitat
La famiglia è cosmopolita, ed è presente in tutti i continenti. Sono tra i più comuni insetti che si possono trovare negli ambienti acquatici; inoltre, grazie della loro singolare etologia, sono facilmente riconoscibili. Nonostante questo, spesso vengono confusi con altri rincoti dalle simili abitudini.

## Biologia

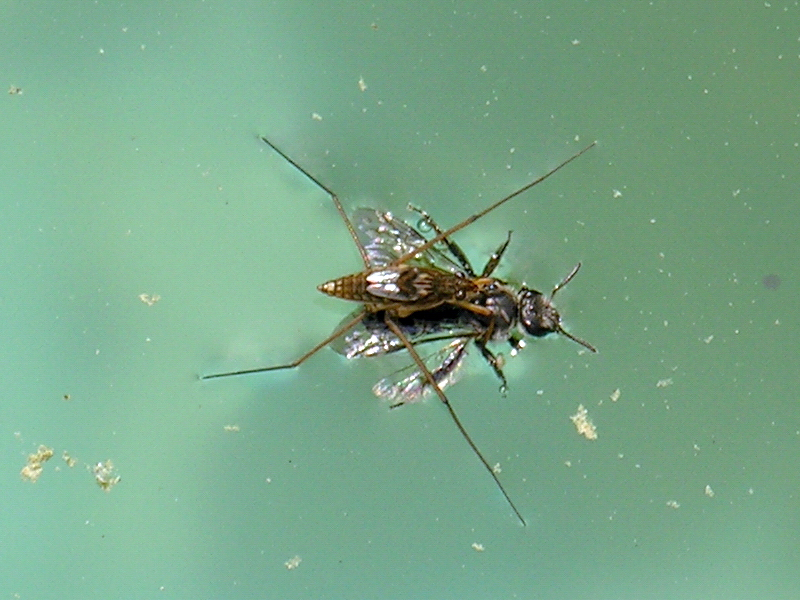
Un Gerride si nutre a spese di un Imenottero.

I Gerridi sono insetti acquaioli o semiacquatici. In altri termini, sono organismi fondamentalmente terrestri ma strettamente associati ad ambienti acquatici, in quanto la loro vita si svolge in gran parte sulla superficie di specchi d'acqua (corsi d'acqua, laghi, stagni, paludi e anche mari). Nel loro ambiente, tuttavia, necessitano della presenza di punti emersi, come sassi e vegetali.
In generale prediligono acque calme o poco mosse, ma a differenza di altri Rincoti con abitudini simili come le Idrometre, diverse specie possono adattarsi anche ad acque correnti. In questo caso procedono in senso contrario alla corrente, mantenendo la posizione e dando l'impressione che rimangano fermi. Il genere Halobates è l'unico comprendente specie marine, che vivono per lo più su acque costiere ma che talvolta colonizzano anche il mare aperto.

### Etologia
I Gerridi sono predatori con regime dietetico strettamente zoofago e si nutrono quindi principalmente di piccoli animali, vivi o morti, che trovano sulla superficie dell'acqua o subito sotto, contribuendo anche al contenimento delle popolazioni di larve di zanzare. 
Anche se occasionalmente si nutrono degli umori di Vertebrati morti che trovano sulle acque, la loro azione predatoria si esercita esclusivamente sugli invertebrati, per lo più Artropodi e Molluschi. Nella predazione utilizzano le zampe anteriori per afferrare e trattenere le vittime, che poi perforano con l'apparato boccale per paralizzarle e succhiarne i fluidi interni.
Hanno un moderato istinto gregario, perciò si rivengono in genere in gruppi più o meno numerosi. La densità di popolazione in rapporto alle risorse alimentari è fondamentale, perché in caso di scarsa disponibilità di cibo ricorrono facilmente al cannibalismo. Questo aspetto è importante per gli appassionati di allevamento, in quanto in un acquario difficilmente si riescono a mantenere molti esemplari senza che questi non si uccidano a vicenda.

### Ciclo e riproduzione
L'equilibrio delle forze intermolecolari che agiscono sulle molecole d'acqua della superficie libera fa sì che siano soggette ad una risultante detta tensione superficiale, che si oppone alla loro reciproca separazione. In conseguenza di questo fenomeno fisico, nell'interfaccia semplice di separazione da un altro mezzo (es. l'aria), l'acqua forma una superficie libera orizzontale, mentre in prossimità di un'interfaccia complessa liquido-solido-aria, la superficie libera diventa ricurva, con concava secondo la natura del materiale solido:
- in caso di un materiale idrofilo, l'acqua tende a bagnare l'oggetto avvolgendolo e formando una superficie libera concava; in questo caso l'oggetto non incontra alcuna resistenza a penetrare nell'acqua ma, anzi, ne è attirato;
- in caso di un materiale solido idrorepellente, l'acqua tende a ritrarsi formando una superficie libera convessa; in questo caso l'oggetto incontra nella tensione superficiale una resistenza che ne impedisce l'immersione in assenza di sollecitazioni più intense.

Oggetti leggeri e in materiale idrofugo, come i metalli, la plastica e molte sostanze organiche, tendono a galleggiare sull'acqua indipendentemente dal loro peso specifico e solo una perturbazione o un elevato peso riescono a sbilanciare gli equilibri vincendo la tensione superficiale.
Tutte le fasi della riproduzione si svolgono sull'acqua, prevalentemente nel periodo di primavera, dall'accoppiamento alla deposizione delle uova. Queste sono deposte in genere su piante acquatiche poco sotto la superficie, ma molte specie depongono anche su vari materiali galleggianti; la letteratura cita anche casi curiosi di uova di Gerridi deposte su altri animali, come seppie o uccelli marini.
Nelle regioni temperate il ciclo si svolge con una o due generazioni l'anno. Lo stadio svernante è rappresentato dagli adulti, che in genere trovano protezione in ripari di varia natura, generalmente prossimi agli specchi d'acqua. Nelle regioni tropicali il ciclo si svolge in modo continuo con più generazioni nel corso dell'anno.
Lo sviluppo postembrionale si svolge attraverso cinque stadi preimmaginali, due come neanide e come ninfa.

### Locomozione
La peculiarità dell'etologia dei Gerridi, anche se condivisa con altre famiglie di Eterotteri gerromorfi, è quella di riuscire a sostenersi con le zampe sulla superficie dell'acqua senza affondare. Questa proprietà è dovuta ai fenomeni fisico-chimici che regolano gli equilibri statici delle forze intermolecolari nelle superfici di interfaccia. Nel caso specifico degli insetti che "camminano" sull'acqua, questi si manifestano con il concorso di due distinti fenomeni:
1. Proprietà chimiche e morfologiche dei tarsi delle zampe, unici punti di contatto e appoggio del corpo dell'insetto con la superficie dell'acqua.
2. Tensione superficiale dell'acqua.

I tarsi sono rivestiti da una fitta peluria imbevuta di sostanze oleose idrorepellenti. Questo fa sì che l'acqua non "bagni" i tarsi, condizione necessaria ma non sufficiente affinché questi possano poggiarsi sull'acqua. Il peso relativamente leggero di questi insetti, unitamente alla natura idrorepellente dei tarsi, fa sì che i Gerridi e gli insetti con proprietà simili poggino sulla superficie libera dell'acqua senza penetrarla.
La spinta è determinata principalmente dalle zampe medie, usate come remi; quelle posteriori sono usate, oltre che come punti di appoggio, anche come organi per frenare e come timoni per il cambio di direzione; quelle anteriori sono invece protese in avanti, pronte ad afferrare la preda.
A differenza di altri Gerromorfi, quali i Veliidae e gli Hydrometridae, i Gerridi sono dotati di un'eccezionale velocità, dando perciò l'impressione che "pattinino" sull'acqua; tale movimento procede a scatti, sotto l'effetto della spinta propulsiva delle zampe medie e dello scivolamento sull'acqua. Nel movimento sembra che le zampe di uno stesso paio si muovano simultaneamente. Questa velocità li rende anche capaci di sfuggire ad eventuali insidie e, in effetti, la cattura di un Gerride richiede una certa pazienza anche con l'uso di un retino: in una colonia di Gerridi, infatti, sembra apparentemente facile catturare uno o più esemplari in una pozza d'acqua ma in realtà, al minimo cenno di pericolo, gli insetti sfuggono rapidamente scivolando sull'acqua con bruschi cambiamenti di direzione.
Sull'asciutto i Gerridi hanno invece movimenti alquanto goffi, procedendo con salti irregolari e scoordinati.

## Sistematica
L'inquadramento sistematico della famiglia è controverso: nonostante molte fonti concordino sulla posizione dei Gerridi nella superfamiglia Gerroidea ci sono divergenze, talvolta anche marcate, sulla composizione della superfamiglia e sulla sua posizione nell'ambito degli Heteroptera. Per quanto riguarda la composizione della superfamiglia, vi sono fonti che inseriscono anche taxa che, in questa sede, sono elevati al rango di superfamiglia (es. Hydrometroidea, ecc.). In merito all'inquadramento dei Gerroidei, vi sono fonti che riuniscono tutti i taxa dell'infraordine Gerromorpha nell'ambito dell'infraordine Nepomorpha.
Quello adottato in questa sede è perciò uno degli schemi sistematici proposti dalle varie fonti.
Nell'ambito della famiglia si annoverano oltre 580 specie distribuite in 69 generi a loro volta ripartiti fra 4 sottofamiglie:
- Gerrinae Leach, 1815
- Halobatinae Bianchi, 1896
- Rhagadotarsine Lundblad, 1933
- Trepobatinae Matsuda, 1960

## Una gaffe cinematografica: la regina dei Gerridi
(Roger Ebert, critico cinematografico e Premio Pulitzer per la critica nel 1975, da Rogerebert.com)

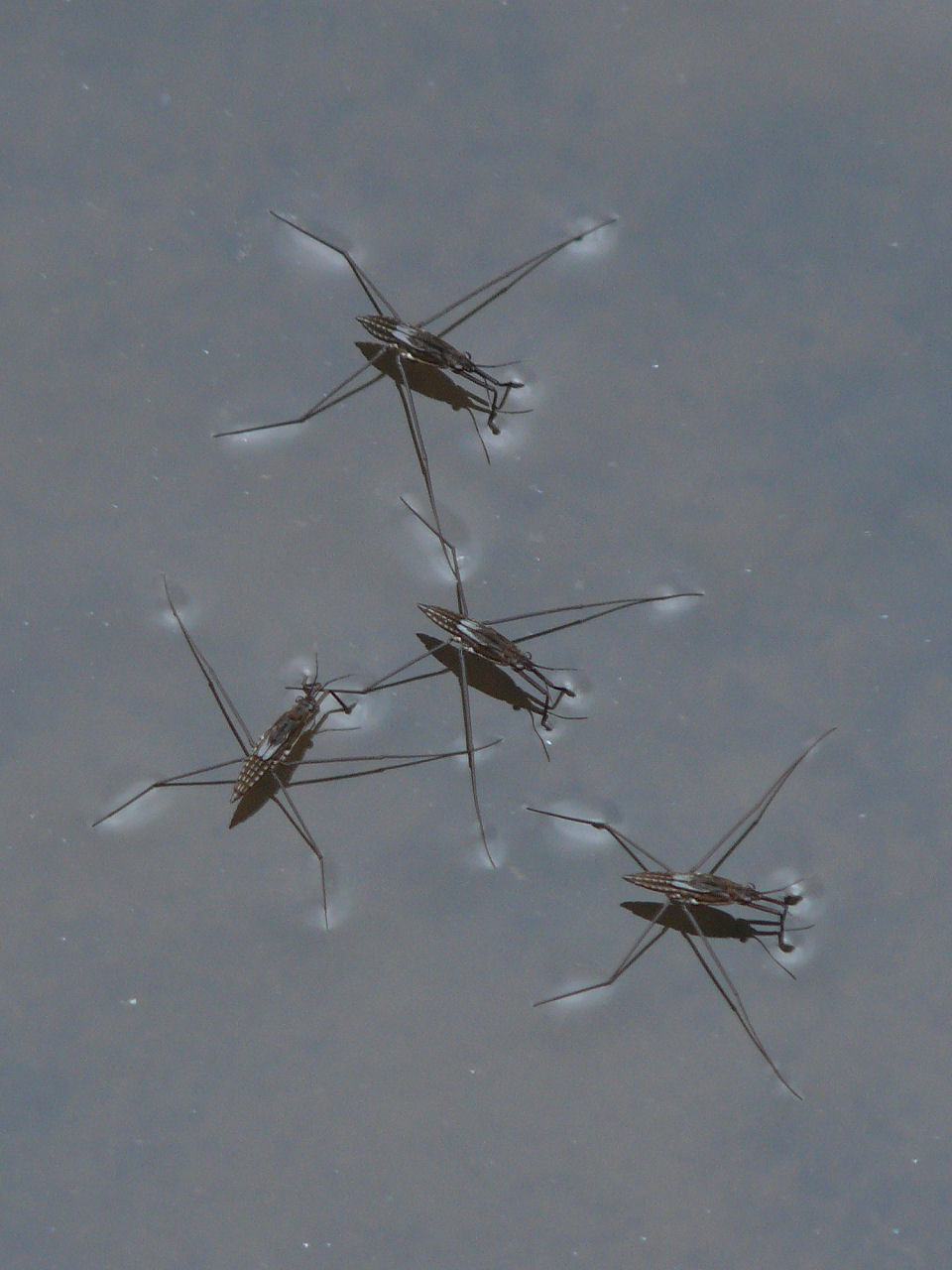
Gregari, ma non eusociali.

I Gerridi sono stati, inconsapevolmente, protagonisti di una delle classiche licenze artistiche che il cinema si concede in ambito scientifico.
Nella commedia d'azione Lo smoking (The Tuxedo, 2002), l'industriale Dietrich Banning (Richie Coster) è il capo di un piano criminale, mirato a dominare il mondo, che sfrutta i Gerridi come strumenti di un ricatto terrorista. Secondo questo piano, gli insetti saranno usati come vettori di un temibile virus che provoca la morte per disidratazione in pochi istanti. A tal fine, Banning allestisce un laboratorio segreto in cui viene allevata una "regina" di Gerride che trasmetterà il virus alla sua comunità. Questi insetti, grazie al loro comportamento, saranno usati come cavalli di Troia per scavalcare i sistemi di sicurezza che proteggono gli acquedotti dell'acqua potabile di alcune metropoli. Alla fine del film i protagonisti, il tassista Jimmy Tong (Jackie Chan), coinvolto da un ente governativo in seguito a circostanze fortuite, e la biologa Del Blaine (Jennifer Love Hewitt), agente speciale, sventano il piano impedendo la liberazione dei Gerridi; nel corso dell'azione il "cattivo" del film, Banning, muore per aver ingerito accidentalmente la sua "regina" contaminata.
Se i Gerridi erano gli insetti ideali per realizzare il soggetto del film, la produzione ha trascurato un piccolo dettaglio cadendo in un grossolano e simpatico errore: i Gerridi sono insetti che hanno una tendenza al gregarismo, tuttavia le loro comunità sono completamente estranee ai fenomeni di aggregazione sociale basata sul polimorfismo di casta. In altri termini, la "regina" dei Gerridi è una leggenda metropolitana cinematografica.
Questo fatto ha ispirato una curiosa indagine del critico cinematografico Roger Ebert: Ebert consultò ben due entomologi, la dottoressa May Berenbaum, capo del Dipartimento di Entomologia dell'Università dell'Illinois, e il dottor Bruce Smith, esperto entomologo all'Ithaca College. In seguito alle loro risposte, Ebert giunse ad un'ironica conclusione:
(Roger Ebert, da Rogerebert.com)